# Michael Liendl
Michael Liendl (ur. 25 października 1985 w Vorarlbergu) – austriacki piłkarz grający na pozycji ofensywnego pomocnika. Od 2018 jest zawodnikiem klubu Wolfsberger AC.

## Kariera klubowa
Swoją karierę piłkarską Liendl rozpoczął w Grazer AK. W 2003 roku został zawodnikiem Kapfenbergera SV. W sezonie 2007/2008 wywalczył z nim awans z Erste Liga do Bundesligi. W Kapfenbergerze grał do końca sezonu 2008/2009.
Latem 2009 Liendl przeszedł do Austrii Wiedeń. Zadebiutował w niej 2 sierpnia 2009 w wygranym 3:0 domowym meczu z Kapfenbergerem. W sezonie 2009/2010 wywalczył z Austrią tytuł mistrza kraju.
W 2012 roku Liendl został zawodnikiem Wolfsbergera AC. Swój debiut w nim zaliczył 25 lipca 2012 w przegranym 0:1 domowym meczu z Austrią Wiedeń.
Na początku 2014 roku Liendl przeszedł do Fortuny Düsseldorf. Zadebiutował w niej 10 lutego 2014 w zremisowanym 1:1 wyjazdowym meczu z TSV 1860 Monachium.
W 2015 przeszedł do TSV 1860 Monachium. Następnie występował w FC Twente, a w 2018 roku wrócił do Wolfsbergera AC.
| Sezon   | Klub               | Kraj     | Rozgrywki     | Mecze | Bramki |
| ------- | ------------------ | -------- | ------------- | ----- | ------ |
| 2003/04 | Kapfenberger SV    | Austria  | Erste Liga    | 10    | 2      |
| 2004/05 | Kapfenberger SV    | Austria  | Erste Liga    | 27    | 3      |
| 2005/06 | Kapfenberger SV    | Austria  | Erste Liga    | 33    | 4      |
| 2006/07 | Kapfenberger SV    | Austria  | Erste Liga    | 22    | 5      |
| 2007/08 | Kapfenberger SV    | Austria  | Erste Liga    | 33    | 17     |
| 2008/09 | Kapfenberger SV    | Austria  | Bundesliga    | 32    | 4      |
| 2009/10 | Austria Wiedeń     | Austria  | Bundesliga    | 20    | 3      |
| 2010/11 | Austria Wiedeń     | Austria  | Bundesliga    | 29    | 3      |
| 2011/12 | Austria Wiedeń     | Austria  | Bundesliga    | 32    | 4      |
| 2012/13 | Wolfsberger AC     | Austria  | Bundesliga    | 36    | 9      |
| 2013/14 | Wolfsberger AC     | Austria  | Bundesliga    | 21    | 11     |
| 2013/14 | Fortuna Düsseldorf | Niemcy   | 2. Bundesliga | 15    | 3      |
| 2014/15 | Fortuna Düsseldorf | Niemcy   | 2. Bundesliga | 34    | 8      |
| 2015/16 | Fortuna Düsseldorf | Niemcy   | 2. Bundesliga | 3     | 0      |
| 2015/16 | TSV 1860 Monachium | Niemcy   | 2. Bundesliga | 29    | 4      |
| 2016/17 | TSV 1860 Monachium | Niemcy   | 2. Bundesliga | 28    | 8      |
| 2017/18 | FC Twente          | Holandia | Eredivisie    | 15    | 0      |
| 2018/19 | Wolfsberger AC     | Austria  | Bundesliga    |       |        |

## Kariera reprezentacyjna
W reprezentacji Austrii Liendl zadebiutował 3 czerwca 2014 w wygranym 2:1 towarzyskim meczu z Czechami, rozegranym w Ołomuńcu. W 63. minucie tego meczu zmienił Andreasa Ivanschitza.